# 普里梅拉克鲁斯
普里梅拉克鲁斯是巴西马拉尼昂州的一个市镇。总面积1367.833平方公里，总人口11968人，人口密度8.7人/平方公里。